# (6539) Nohavica
(6539) Nohavica est un astéroïde de la ceinture principale.

## Description
(6539) Nohavica est un astéroïde de la ceinture principale. Il fut découvert le 19 août 1982 à l'Observatoire Kleť par Zdeňka Vávrová. Il présente une orbite caractérisée par un demi-grand axe de 2,66 UA, une excentricité de 0,20 et une inclinaison de 2,3° par rapport à l'écliptique.

## Compléments